# Alfred Büchi
Pour les articles homonymes, voir Büchi.
Alfred Büchi, né le 11 juillet 1879 à Winterthour et mort le 27 octobre 1959 dans la même ville, est un ingénieur et un homme politique suisse. Il est l'inventeur du turbocompresseur pour moteur diesel.

## Biographie
Il est le fils de Johann Büchi, patron de Sulzer. De 1899 à 1903 il étudie le génie mécanique à l'École polytechnique fédérale de Zurich, où il obtient son diplôme. De 1903 à 1907, il est ingénieur en Belgique et en Angleterre. De 1909 à 1926, il travaille chez Sulzer (notamment à la tête du département de recherche pour les moteurs diesel) puis, entre 1918 à 1919, à la Howaldtswerken à Kiel. De 1926 à 1935 il est directeur de la Swiss Locomotive and Machine Works (SLM) où il a, en 1935, son propre bureau d'études.
Alfred Büchi remarque que les moteurs classiques à combustion interne ont un mauvais rendement, car les deux tiers de l'énergie se perd sous forme de chaleur avec le flux d'échappement. Il a l'idée d'utiliser l'énergie disponible des gaz d'échappements pour entraîner une turbine qui entraîne à son tour un compresseur permettant de suralimenter le moteur en air. En 1925, il réussit ainsi à augmenter les performances des moteurs de plus de 40% : Alfred Büchi invente le turbocompresseur pour les moteurs diesel. Il en dépose le brevet en 1905.
De 1939 à 1943, membre de l'Alliance des Indépendants, il est en outre Conseiller national. En 1938, il reçoit le titre de docteur honoris causa de l'EPF de Zurich et d'autres honneurs aux États-Unis.